# ФК Болеч
Фудбалски клуб Болеч је српски фудбалски клуб из Болеча, приградског насеља надомак Београда. Тренутно се такмичи у Првој Београдској лиги група Ц, петом такмичарском нивоу српског фудбала.

## Историја
Клуб је основан 1958 године. Веће успехе изузев локалних није имао до 2013. године када се по први пут пласирао у Прву београдску лигу (пети ранг такмичења).